# Fäträsket
Fäträsket är en sjö i Vindelns kommun i Västerbotten och ingår i Umeälvens huvudavrinningsområde. Sjön har en area på 0,682 kvadratkilometer och ligger 215,2 meter över havet. Fäträsket ligger i Åtmyrberget Natura 2000-område. Sjön avvattnas av vattendraget Kulbäcken. Vid provfiske har bland annat abborre, gers, gädda och mört fångats i sjön.

## Delavrinningsområde
Fäträsket ingår i det delavrinningsområde (714186-167136) som SMHI kallar för Inloppet i Kussjön. Medelhöjden är 253 meter över havet och ytan är 13,21 kvadratkilometer. Det finns inga avrinningsområden uppströms utan avrinningsområdet är högsta punkten. Kulbäcken som avvattnar avrinningsområdet har biflödesordning 3, vilket innebär att vattnet flödar genom totalt 3 vattendrag innan det når havet efter 103 kilometer. Avrinningsområdet består mestadels av skog (69 procent). Avrinningsområdet har 5,31 kvadratkilometer vattenytor vilket ger det en sjöprocent på 11,9 procent.

## Fisk
Vid provfiske har följande fisk fångats i sjön:
- Abborre
- Gärs
- Gädda
- Mört
- Siklöja